# La Salvetat-sur-Agout
La Salvetat-sur-Agout (okcitansko La Salvetat d'Agot) je naselje in občina v južnem francoskem departmaju Hérault regije Languedoc-Roussillon. Leta 2008 je naselje imelo 1.219 prebivalcev.

## Geografija
Naselje leži v pokrajini Languedoc znotraj naravnega regijskega parka Haut-Languedoc ob reki Agout in njenem desnem pritoku Vèbre, 73 km severozahodno od Béziersa.

## Uprava
La Salvetat-sur-Agout je sedež istoimenskega kantona, v katerega sta poleg njegove vključeni še občini Fraisse-sur-Agout in Le Soulié s 1.687 prebivalci.
Kanton La Salvetat-sur-Agout je sestavni del okrožja Béziers.

## Zanimivosti
- cerkev sv. Štefana, vmesna postaja na romarski poti v Santiago de Compostelo, Via Tolosane,
- vojaško pokopališče,
- château d'Arifat,
- most sv. Štefana na reki Vèbre,
- jezero lac de la Raviège.